# 厦门市志
厦门市志是記載厦门市的地理、歷史、人物、自然生態及產業等資訊的专业志

## 历史
厦门市志最早可追溯至民国时期之厦门市志，后1983年6月厦门市人民政府成立市地方志编纂委员会撰写市区志等。1985年6月开始编纂，1999年出版《厦门市志（民国）》，2004年出版《厦门市志》。

2007年开始编纂厦门市志（1996—2005）、于2021年11月9日出版